# Loeselia rupestris
Loeselia rupestris är en blågullsväxtart som beskrevs av George Bentham. Loeselia rupestris ingår i släktet Loeselia och familjen blågullsväxter. Inga underarter finns listade i Catalogue of Life.